# هاینتس گورینگ
هاینتس گورینگ (به آلمانی: Heinz Göring) (۴ سپتامبر ۱۹۰۷ – ۲۹ ژوئیه ۱۹۴۴) نظامی آلمانی در دوره رایش سوم بود که در جریان جنگ جهانی دوم در یگان‌های زرهی مختلفی در ورماخت خدمت کرد. او برادر زاده هرمان گورینگ، فرمانده کل لوفت‌وافه بود.

## زندگی
هاینتس گورینگ روز ۴ سپتامبر سال ۱۹۰۷ در ویسبادن زاده شد. او برادر زاده ارشد هرمان گورینگ بود که بعداً به فرماندهی کل لوفت‌وافه رسید. هاینتس به دانشگاه رفت و سال ۱۹۳۶ مدرک دکترای خود را در رشته حقوق در ویسبادن گرفت. اواخر همان سال به خدمت نظامی فراخوانده شد و در ابتدا به عنوان توپچی در هنگ ۹ ضدهوایی در مونستر خدمت کرد. سال ۱۹۳۷ به درجه سرجوخه، سال ۱۹۳۸ به درجه گروهبان و پس از آغاز جنگ جهانی دوم، روز ۱ اوت سال ۱۹۴۰ به درجه ستوان دوم ترفیع گرفت. در همین مدت فرمانده یک دسته در گردان ذخیره ۱۴۱ ضدهوایی مستقر در دوسلدورف شد.
پاییز سال ۱۹۴۰ داوطلب خدمت در هنگ ضدهوایی گنرال گورینگ شد و یکی از دسته‌های آن را در جبهه شرقی فرماندهی نمود. بهار بعدی به آلمان بازگشت و با شارلوته زیلهوف ازدواج کرد. سپس در گردان جایگزینی تیپ هرمان گورینگ قرار گرفت. سرانجام فرمانده یک دسته در گروهان جایگزینی مهندسی زرهی در این تیپ شد. اواخر سال ۱۹۴۲ فرمانده یک گروهان در هنگ جایگزینی آموزشی هرمان گورینگ شد. روز ۱ ژوئیه سال ۱۹۴۲ به درجه ستوان یکم ترفیع گرفت.
ماه اکتبر سال ۱۹۴۳ به هنگ زرهی هرمان گورینگ در لشکر زرهی هرمان گورینگ در ایتالیا پیوست و افسر اشد نیروی (IIa) این یگان شد. در کارزار ایتالیا جنگید و در انفجار یک بمب موقتاً نابینا شد. با این وجود، به گردان ۳ هنگ زرهی هرمان گورینگ مجهز به توپ تهاجمی انتقال یافت. ماه مارس سال ۱۹۴۴ فرماندهی یک گروهان در آن شد.
لشکر زرهی هرمان گورینگ ماه ژوئن سال ۱۹۴۴ به لهستان در جبهه شرقی منتقل شد. روز ۲۹ ژوئیه هاینتس از زره‌پوش یاکدپانتسر ۴ خود پیاده شده بود که یک بمب بالای سرش منفجر شد و او را به شدت زخمی کرد. او را برای انتقال به پشت خط مقدم سوار یاکدپانتسر ۴ دیگری کردند اما این زره‌پوش توسط تانک‌های تی-۳۴ شوروی منهدم شد. کاملاً مشخص نیست ستوان یکم هاینتس گورینگ از پیش جان باخته بود یا این که پس از آن که بدنش به دست دشمن افتاد جان سپرد. پس از مرگ به درجه سروان ترفیع داده شد.

## کتابشناسی
- Mitcham, Samuel W. Jr.; Mueller, Gene (2012). Hitler's Commanders: Officers of the Wehrmacht, the Luftwaffe, the Kriegsmarine, and the Waffen-SS. Rowman & Littlefield. ISBN 978-1-4422-1153-7.